# متغير (علم الحاسوب)

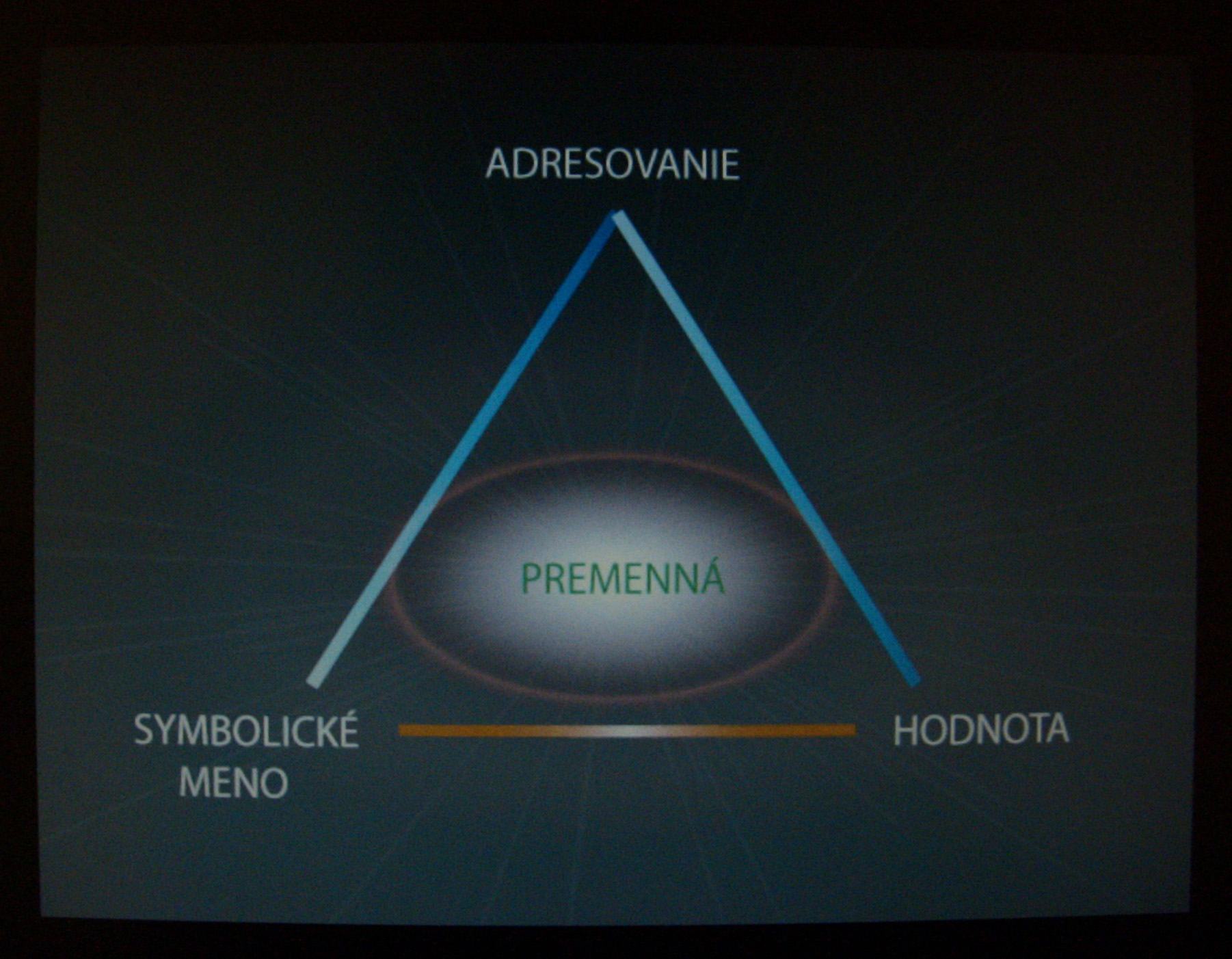
مفهوم الرسم المبتكر

في برمجة الحاسوب، المتغير (بالإنكليزية variable) هو عنوان للتخزين في الذاكرة مرتبط باسم رمزي و قد يحتوي على عدد معلوم أو غير معلوم من المعلومات، أو ما يطلق عليه اسم «قيمة». اسم المتغير هو الطريقة الاعتيادية للرجوع إلى القيمة المخزنة، هذا الفصل ما بين اسم المتغير ومحتواه يتيح استخدام الاسم بمعزل عن القيمة التي يمثلها.
يمكن للاسم الرمزي في شيفرة المصدر أن يُربط بقيمة في وقت التنفيذ، وبالتالي يمكن أن تتغير هذه القيمة خلال تنفيذ البرنامج. مفهوم المتغيرات في مجال البرمجة قد لا يقابل تماما نفس المعنى المستخدم للمتغيرات في الرياضيات. قيمة المتغير في البرمجة قد لا تكون بالضرورة جزءاً من صيغة أو معادلة كما هو الحال في الرياضيات. في البرمجة، يمكن أن يُوَظّف المتغير في عملية متكررة: يُعطى قيمة في مكان ما، ثم يستخدم في مكان آخر، ثم يعطى قيمة جديدة مرة أخرى و يستخدم بنفس الطريقة مجددا. كثيرا ما تُسمى المتغيرات في برمجة الحاسوب بأسماء طويلة و ذلك لجعل الاسم يبدو نسبيا أكثر وصفا للغرض من المتغير، بينما في الرياضيات تسمى المتغيرات بأسماء مقتضبة مكونة من حرف أو اثنين كي يسهل تدوينها والتعامل معها بشكل موجز ودقيق.

## العمليات على المتغير
في لغات البرمجة الأمرية، يمكن الوصول للمتغيرات أو تغيير قيمتها في أي وقت. أما في لغات البرمجة الوظيفية البحتة و البرمجة المنطقية، فإن المتغير يربط بتعبير معين و يحتفظ به مدى حياته بسبب متطلبات الشفافية المرجعية.
تختلف طريقة حفظ أنواع القيم المختلفة في المتغير اعتمادا على النظام النوعي المتبع في لغة البرمجة. في بعض لغات البرمجة، يقيد المتغير بحفظ قيم من نوع محدد (مثلا: رقم صحيح أو سلسلة). في بعض اللغات الأخرى، يقترن النوع فقط بالقيمة -و ليس بالمتغير نفسه- مما يسمح للمتغير الواحد بحفظ كل أنواع القيم التي تدعمها اللغة.